# مایکل اولونگا
مایکل اولونگا اوگادا (به انگلیسی: Michael Olunga Ogada) (زاده ۲۶ مارس ۱۹۹۴) بازیکن فوتبال اهل کنیا است که در پست مهاجم برای باشگاه الدحیل قطر و تیم ملی کنیا بازی می‌کند.

## دوران باشگاهی

### اوایل کار وگور ماهیا
اولونگا در حالی که هنوز دانش آموز مدرسه هیل هیل بود، کار خود را با آکادمی ورزشی لیبرتی در لیگ شهرستان نایروبی آغاز کرد. او در فصل ۲۰۱۲، ۳۲ گل برای تیمش به ثمر رساند و به آن‌ها کمک کرد این فصل را بدون شکست به پایان برسانند و به لیگ استانی نایروبی صعود کنند. او وقتی هفت گل در یک مسابقه به ثمر رساند، به تیم خود کمک کرد تا به پیروزی ۸–۰ دست یابد. وی پس از موفقیت چشمگیر سرانجام به باشگاه فوتبال گور ماهیا پیوست.

### دیورگاردن
در ۱۸ فوریه ۲۰۱۶، اولونگا پس از پیوستن به اردوی آماده‌سازی تیم در مرحله آزمایشی، با عقد قراردادی چهار ساله به تیم سوئدی دیورگاردن پیوست. او در ۸ اوت ۲۰۱۶ دو گل اول خود را برای دیورگاردن در برابر گوتبرگ در پیروزی ۳–۱ به ثمر رساند. او همچنین در این بازی به عنوان بهترین بازیکن زمین انتخاب شد و مربی دیورگاردن مارک دمپسی او را به خاطر بازی چشمگیرش در این مسابقه ستایش کرد. در مسابقه بعدی اولونگا یک بار دیگر در تساوی ۲–۲ مقابل الفسبورگ در ورزشگاه تله۲ آرنا توانست گلزنی کند. در ۲۷ اوت، او با یک ضربه والی در دقیقه ۸۶ گل پیروزی بخش تیمش برابر گفل به ثمر رساند. در ۱۲ بازی آخر لیگ برتر فوتبال سوئد اولونگا ۱۲ گل به ثمر رساند که باعث شد وی در رده پنجم جدول گلزنان این لیگ بایستد.

### گویژو ژیچنگ
اولونگا در سال ۲۰۱۷، اولونگا به باشگاه چینی گویژو ژیچنگ پیوست.

#### ژیرونا(قرضی)
در اول سپتامبر ۲۰۱۷، اولونگا به مدت یک سال به‌طور قرضی به تیم ژیرونا در لالیگا پیوست. در ۱۳ ژانویه ۲۰۱۸، اولونگا اولین بازی خود در لالیگا را مقابل لاس پالماس انجام داد که در ۲۲ دقیقه در جریان برد ۶–۰ تیمش هت تریک کرد، وی هم اولین بازیکن کنیایی و هم اولین بازیکنی از ژیرونا بود که توانسته در لالیگا هت‌تریک کند.

### کاشیوا ریسول
در ۱۰ اوت ۲۰۱۸، اولونگا به باشگاه فوتبال کاشیوا ریسول در ژاپن پیوست.

### الدحیل
در ژانویه ۲۰۲۱، اولونگا با عقد قراردادی سه ساله به الدحیل، قهرمان لیگ ستارگان قطر پیوست. مبلغ این قرارداد ۶ میلیون یورو گزارش شده‌است.
اولونگا در فصل لیگ قهرمانان آسیا ۲۰۲۱ در ترکیب الدحیل قرار گرفت و علیرغم ثمر رساندن مجموع ۹ گل از ۱۱ گل الدحیل در گروه C رقابت ها که در جده ، عربستان سعودی برگزار می شد   نتوانست مانع از حذف الدحیل در مرحله گروهی لیگ قهرمانان گردد و تنها استقلال ایران با کسب ۱۱ امتیاز از این گروه صعود کرد و کسب ۹ امتیاز برای الدحیل کافی نبود . با این وجود وی توانست به عنوان آقای گلی این دوره رقابت ها با ۹ گل دست پیدا کند.پیشتر تنها عمر خربین بازیکن سوری الهلال توانسته بود با تعداد گل بالاتری مقام آقای گلی لیگ قهرمانان آسیا ۲۰۱۷ را بدست آورد . اولونگا سپس با الدحیل به لیگ قهرمانان آسیا ۲۰۲۲ رفت ؛ و پس از صعود خوب از مرحله گروهی با کسب ۱۵ امتیاز و ثبت تنها یک شکست عازم مراحل حذفی شد و با شکست رقبای قطری و اماراتی برای اولین بار در تاریخ خود نیمه نهایی رسید ولی در نیمه نهایی با ثبت شکست سنگین و کوچک کننده ۷-۰ مقابل الهلال از صعود به مرحله نهایی باز ماند.

## زندگی شخصی
اولونگا در رشته ژئوماتیک در دانشگاه فنی کنیا تحصیل کرد و توانست مدرک لیسانس دریافت کند. به همین دلیل، طرفداران فوتبال کنیا او را به عنوان مهندس می‌شناسند. وی اظهار داشت که به مهاجم هلندی، رابین فن پرسی، به عنوان یک الگو نگاه می‌کند.

## افتخارات

### باشگاهی
تاسکر
- سوپرجام کنیا: ۲۰۱۳
- لیگ برتر کنیا: ۲۰۱۳

گور ماهیا
- لیگ برتر کنیا: ۲۰۱۴، ۲۰۱۵
- سوپرجام کنیا: ۲۰۱۵
- جام حذفی کنیا: ۲۰۱۵

کاشیوا ریسول
- جی لیگ ۲: ۲۰۱۹

### فردی
- بازیکن سال لیگ برتر کنیا: ۲۰۱۵
- بهترین گلزن جی لیگ: ۲۰۲۰
- جایزه ام وی پی جی‌لیگ: ۲۰۲۰
- حضور در تیم منتخب جی‌لیگ: ۲۰۲۰
- آقای گل رقابت های لیگ قهرمانان آسیا: ۲۰۲۱[۲۰]
- در جوایز شخصیت ورزشی سال کنیا به عنوان شخصیت برجسته ورزشی سال ۲۰۲۰ انتخاب شد.[۲۳]
- چهارمین گلزن برتر جهان در سال ۲۰۲۲[۲۴]